# Kalevi Aho

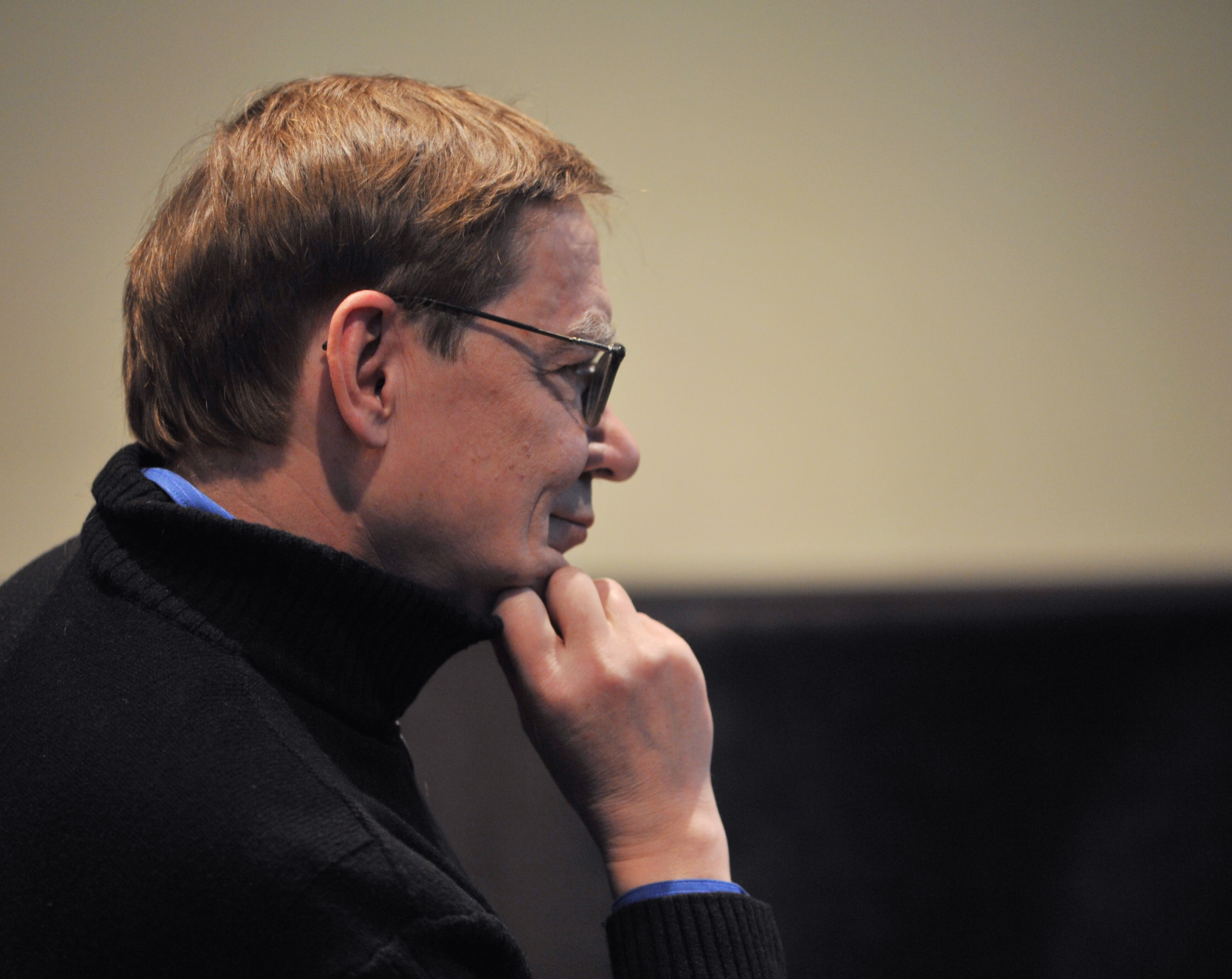
Kalevi Aho in 2010

Kalevi Ensio Aho (Forssa, 9 maart 1949) is een Fins componist.

## Biografie
Aho studeerde compositie aan de Sibeliusacademie bij Einojuhani Rautavaara, waar hij zijn diploma in 1971 ontving. Nadien zette hij zijn studies nog een jaar voort in Berlijn bij Boris Blacher.
Van 1974 tot 1988 doceerde hij muziektheorie aan de Universiteit van Helsinki en van 1988 tot 1993 was hij professor aan de Sibeliusacademie. Sedert 1993 werkt Aho als freelance-componist voor allerlei orkesten.
Hij is tevens publicist, zijn oeuvre bevat meer dan 500 artikelen, essays en dergelijk meer, over muziek. Daarnaast bekleedde en bekleedt hij allerlei functies binnen het Finse muziekleven.

## Werk

### Opera's
- The Key (1978-1979)
- Insect Life (1985-1987)
- Before We Are All Drowned (1995/1999)
- The Book of Secrets (1998)

### Symfonieën
- Symfonie nr. 1 (1969)
- Symfonie nr. 2 (1970/1995)
- Symfonie nr. 3 (1971-1973)
- Symfonie nr. 4 (1972-1973)
- Symfonie nr. 5 (1975-1976)
- Symfonie nr. 6 (1979-1980)
- Symfonie nr. 7 (1988)
- Symfonie nr. 8 (1993)
- Symfonie nr. 9 (1993-1994)
- Symfonie nr. 10 (1996)
- Symfonie nr. 11 (1997-1998)
- Symfonie nr. 12 (2002-2003)
- Symfonie nr. 13 (2003)
- Symfonie nr. 14 (2007)
- Symfonie nr. 15 (2009-2010)
- Symfonie nr. 16 (2013-2014)
- Symfonie nr. 17 (2017)
- Symfonie nr. 18 (2022/2023)

### Concerto's
- Pianoconcert nr. 1 (1988-1989)
- Pianoconcert nr. 2 (2001-2002)
- Vioolconcert nr. 1 (1981)
- Vioolconcerto nr. 2 (2015)
- Altvioolconcert (2006)
- Celloconcert nr. 1 (1983-1984)
- Celloconcert nr. 2 (2013)
- Dubbelconcert voor 2 celli (2003)
- Contrabasconcert (2005)
- Fluitconcert (2002)
- Hoboconcert (2007)
- Klarinetconcert (2005)
- Fagotconcert (2004)
- Contrafagotconcert (2004-2005)
- Sopraansaxofoonconcert (2014-2015)
- Tenorsaxofoonconcert (2015)
- Kellot. Concert voor saxofoonkwartet (2008)
- Hoornconcert (2011)
- Trompetconcert (2011)
- Tromboneconcert (2010)
- Tubaconcert (2001)
- Sieidi. Concert voor slaginstrumenten (2010)
- Paukconcert (2015)
- Dubbelconcert voor althobo & harp (2014)
- Acht Jahreszeiten (Kahdeksan vuodenaikaa). Concert voor theremin (2011)

### Kamermuziek
- Strijkkwartet nr. 1
- Strijkkwartet nr. 2
- Strijkkwartet nr. 3
- Lamento voor 2 violen en 2 altviolen
- Trio voor klarinet, altviool en piano
- Kwartet voor fluit, saxofoon, gitaar en percussie
- Blaaskwintet nr. 1
- Fluitkwintet
- Hobokwintet
- Kwintet voor fagot en strijkkwartet (Fagotkwintet)
- Kwintet voor fluit, hobo en strijkerstrio
- Kwintet voor altsaxofoon, fagot, altviool, cello en contrabas
- Kwintet voor fluit, viool, 2 altviolen en cello
- Kwintet voor piano en blazers (2013)
- Blaaskwintet nr. 2 (2014)

### Anders
- Negentien preludes voor piano solo
- Solo I voor viool solo
- Solo II voor piano solo
- Solo V voor fagot solo
- Chinese liederen
- Symfonische dansen
- Liederen en dansen van de Dood
- Pergamon
- Sonate voor twee accordeons

Nr. 1 · Nr. 2 · Nr. 3 · Nr. 4 · Nr. 5 · Nr. 6 (1979-1980) · Nr. 7 Insectensymfonie · Nr. 8 · Nr. 9 · Nr. 10 · Nr. 11 · Nr. 12 Luostosymfonie · Nr. 13 · Nr. 14 Rituelen · Nr. 15
Alles Vergängliche (Orgelsymfonie)
- Bibsys: 90652478
- Bibliothèque nationale de France: cb13890618j (data)
- CiNii: DA11031538
- Gemeinsame Normdatei: 124173268
- International Standard Name Identifier: 0000 0001 1567 1905
- Library of Congress Control Number: n82063142
- Nationale Bibliotheek van Letland: 000242446
- MusicBrainz: 2660777f-3722-44ab-84a2-acdefc31020e
- Nationale Bibliotheek van Tsjechië: xx0191677
- Nationale Bibliotheek van Israël: 987007342219805171
- Nationale Bibliotheek van Polen: a0000002664544
- Nationale en Universitaire bibliotheek Zagreb: 000473734
- Nederlandse Thesaurus van Auteursnamen: 102390029
- LIBRIS: 298048
- SNAC: w6959t9q
- Système universitaire de documentation: 03370757X
- Virtual International Authority File: 37100950
- WorldCat: E39PBJkT73Q3TCFxTjTtCgPRKd